# Sen (album)
Sen – drugi album studyjny polskiej piosenkarki Edyty Bartosiewicz. Wydawnictwo ukazało się w 1994 nakładem wytwórni muzycznej Izabelin Studio; płytę promował singiel Sen.
Kolejnymi singlami tej płyty były utwory „Koziorożec”, „Urodziny”, „Tatuaż”, „Żart w zoo” i „Zabij swój strach”. Ponadto w ramach promocji do pochodzących z płyty piosenek „Sen”, „Urodziny”, „Koziorożec”, „Zanim coś”, „Tatuaż” i „Zabij swój strach...” zostały zrealizowane teledyski. Nagrania zostały zarejestrowane w czerwcu 1994 roku w S-4 i Studio Izabelin.
Album uzyskał status podwójnej platynowej płyty sprzedając się w nakładzie ponad 400 tys. egzemplarzy.

## Lista utworów
Opracowano na podstawie materiału źródłowego.
1. „Zabij swój strach” (muz., sł. E. Bartosiewicz) – 4:02
2. „Urodziny” (muz., sł. E. Bartosiewicz) – 4:13
3. „Żart w zoo” (muz., sł. E. Bartosiewicz) – 3:19
4. „Tatuaż” (muz., sł. E. Bartosiewicz) – 4:13
5. „Sen” (muz., sł. E. Bartosiewicz) – 3:44
6. „Walczyk” (muz., sł. E. Bartosiewicz) – 4:09
7. „Angel” (muz., sł. E. Bartosiewicz) – 3:58
8. „Koziorożec” (muz., sł. E. Bartosiewicz) – 5:22
9. „Wewnątrz” (muz., sł. E. Bartosiewicz) – 5:14
10. „Move Over” (muz., sł. J. Joplin) – 4:27
11. „Before You Came” (muz., sł. E. Bartosiewicz) – 3:33
12. „Zanim coś...” (muz., sł. E. Bartosiewicz) – 2:31

Wydanie kasetowe zawierało utwory 1-9.

## Twórcy
Opracowano na podstawie materiału źródłowego.
| - Edyta Bartosiewicz – śpiew, aranżacje, produkcja muzyczna - Radosław Zagajewski – gitara basowa - Krzysiek Poliński – perkusja - Michał Grymuza – gitara |  | - Krzysiek Palczewski - instrumenty klawiszowe - Katarzyna Kanclerz – produkcja muzyczna - Grzegorz Piwkowski – mastering - Leszek Kamiński – mastering, realizacja nagrań |